# حكومة عصمت إينونو الأولى
حكومة عصمت إينونو الأولى (بالتركية: I İnönü Hükûmeti) هي الحكومة الأولى المرقمة في تركيا (بالتركية: 1. Türkiye Hükûmeti) بدأت أعمالها في 30 أكتوبر 1923 بقيادة رئيس الوزراء عصمت باشا وتحت رئاسة رئيس الجمهورية الغازي مصطفى كمال باشا.

## خلفية
تشكلت من حزب الشعب الجمهوري (يعرف اختصارا باسم حزب الشعب ). على الرغم من أن عصمت باشا كان جنرالا في الجيش وناجحا خلال حرب الاستقلال التركية، إلا أنه قد أثبت نفسه أيضا كسياسي قدير خلال محادثات هدنة مودانيا ومفاوضات معاهدة لوزان.

## قائمة أعضاء المجلس
الأسماء بين قوسين هي الأسماء التي إختارها الأفراد كألقاب لعائلاتهم بعد تبني قانون الألقاب وحذف الألقاب العثمانية 1934.
| المنصب                        | الاسم                    | ملاحظة العهدة                  |
| ----------------------------- | ------------------------ | ------------------------------ |
| رئيس الوزراء ووزير الخارجية   | عصمت باشا                |                                |
| وزير العدل                    | محمد سيد بك              |                                |
| وزير الشريعة والأوقاف         | مصطفى فوزي أفندي (سرحان) |                                |
| وزير الإسكان والتعمير والصرف  | مصطفى نجاتي بك           |                                |
| وزير الدفاع                   | كاظم باشا (أوزالب)       |                                |
| وزير الداخلية                 | أحمد فريت لك (تك)        |                                |
| وزير الأركان العامة           | فوزي باشا                |                                |
| وزير الاقتصاد                 | حسن بك (ساكا)            |                                |
| وزير المالية                  | حسن فهمي بك (عاتق)       | 30 أكتوبر 1923 / 2 يناير 1924  |
| وزير المالية                  | إسماعيل صفا بك (اوزلر)   | 2 يناير 1924 / 6 مارس 1924     |
| وزير التربية                  | إسماعيل صفا بك (اوزلر)   |                                |
| وزير الصحة والتضامن الاجتماعي | رفيق بك                  |                                |
| وزير الأشغال العامة           | أحمد مهتار (سيلي)        | 30 أكتوبر 1923 / 19 يناير 1924 |
| وزير الأشغال العامة           | سليمان سيري بك (أرال)    | 19 يناير 1924 / 6 مارس 1924    |